# Centralne Biuro Analiz i Statystyki
Centralne Biuro Analiz i Statystyki (chiń. trad. 中國國民黨中央執行委員會調查統計局; pinyin Zhōngguó Guómíndǎng Zhōngyāng Zhíxíng Wěiyuánhuì Diàochá Tǒngjì Jú) – istniejące w latach 1932–1946 służby specjalne Kuomintangu. Równolegle funkcjonowało też Biuro Analiz i Statystyki Narodowej Rady Wojskowej Republiki Chińskiej, zorganizowane i kierowane przez Dai Li.
W praktyce oba Biura (a zwłaszcza to należące do Narodowej Rady Wojskowej, zwane Jūntǒng) stanowiły budzące postrach „szwadrony śmierci”, które porywały i mordowały wszelkich przeciwników rządu Czang Kaj-szeka: nie tylko działaczy KPCh, ale nieraz przypadkowych robotników i studentów. Ze szczególnym okrucieństwem agenci Jūntǒng znęcali się nad młodymi kobietami. Dodatkowo statystyczna funkcja Biura dawała Dai Li prawne podstawy do kontrolowania przez jego pracowników akt wszystkich prowadzących jakąkolwiek dokumentację instytucji państwowych, ze szkołami i szpitalami włącznie.